# Volker Hempfling
Volker Hempfling (* 1944 im Saarland) ist ein deutscher Kirchenmusiker.
Hempfling studierte evangelische Kirchenmusik in Herford und Köln. Schon während seiner Tätigkeit als Kirchenmusiker in Köln-Kalk gründete er 1968 die Kölner Kantorei. Von 1972 bis 1985 war er Domorganist und Kantor der Evangelischen Kirchengemeinde am Altenberger Dom. 1983 übernahm Hempfling die Leitung des Gürzenich-Chores in Köln. Ab 1985 lehrte Hempfling an der Musikhochschule des Saarlandes. Von 1993 bis 2003 war er als Nachfolger von Hartmut Schmidt Professor für Chorleitung an der Robert Schumann Hochschule Düsseldorf in Düsseldorf.